# Byplanprisen
Byplanprisen er indstiftet af Dansk Byplanlaboratorium og Akademisk Arkitektforening. Den tildeles årligt indsatser for bedre byplanlægning, bymiljøer og landskaber.
Prisen er oprettet i 1996 i anledning af Byplanlaboratoriets 75 års jubilæum.
Prisen består konkret af en bronzeskive til nedlægning og er designet af Designit A/S, Idea Manufactures, i 1996.

## Modtagere af Byplanprisen
- 1996 Århus Kommune
- 1997 Køge Kommune
- 1998 Grenå Kommune
- 1999 Esbjerg Kommune
- 2000 Odense Kommune
- 2001 Vejle Kommune
- 2002 Herning Kommune
- 2003 Københavns Kommune, beboerne på Islands Brygge og initiativtageren til Havnestaden, ØK og PLH Arkitekter
- 2004 Kommunerne i Trekantområdet: Børkop, Fredericia, Kolding, Lunderskov, Middelfart, Vamdrup, Vejen og Vejle.
- 2005 Horsens Kommune
- 2006 Aalborg Kommune
- 2007 Silkeborg Kommune
- 2008 Albertslund Kommune
- 2009 Københavns Kommune
- 2010 Dragør Kommune
- 2011 Middelfart Kommune
- 2012 Roskilde Kommune
- 2013 Københavns Kommune og Frederiksberg Kommune
- 2014 Odense Kommune
- 2015 Hjørring Kommune
- 2016 Aalborg Kommune
- 2017 Viborg Kommune